# Józef Ordęga
Józef Ordęga (ur. 13 sierpnia 1802 w Słomkowie, zm. 7 maja 1879 w Krakowie) – ziemianin, działacz polityczny.

## Życiorys
Urodził się w Słomkowie 13 sierpnia 1802 w rodzinie Łukasza Ordęgi herbu Łodzia i jego żony Wiktorii. Po ukończeniu podstawowej edukacji w Kaliszu w 1821 rozpoczął studia w Królewskim Uniwersytecie Warszawskim i w 1825 uzyskał stopień magistra prawa i administracji. Kontynuował studia w Jenie i we Wrocławiu i otrzymał doktorat z prawa.
Po powrocie z nauki osiadł na wsi w dworze Mielęckich, który wniosła w wianie jego żona Antonina.
W powstaniu listopadowym wystawił własnym kosztem pułk jazdy kaliskiej i służył w nim w stopniu kapitana. W 1830 został posłem na sejm, brał udział w wyprawie gen. Chłapowskiego na Litwę, a następnie walczył pod dowództwem gen. Dembińskiego i Różyckiego. Odznaczony Złotym Krzyżem Virtuti Militari.
Po upadku powstania sprzedał swój majątek, a część uległa konfiskacie — dobra ziemskie Cienia Wielka, i przez Kraków wyemigrował do Francji.
Należał do członków Towarzystwa Demokratycznego Polskiego i był jednym z założycieli sekcji Batignolles w Towarzystwie.
Był założycielem stowarzyszenia "Demokracja Polska XIX wieku" i redagował czasopismo wydawane pod tym samym tytułem. Uczestniczył w wydarzeniach Wiosny Ludów, w Poznaniu i Krakowie.
W 1854 został nauczycielem i członkiem rady polskiej szkoły Batignolskiej. Od 1857 należał do redakcji "Przeglądu Rzeczy Polskich". Wspierał finansowo wojskową szkołę w Genui i Cuneo.
Po wybuchu powstania styczniowego zaangażowany w działalności we Francji na rzecz powstania. Był agentem Rządu Narodowego na Francję, Włochy, i Szwajcarię i w 1863 utworzył Komitet Narodowy Polski, którego zadaniem było oddziaływanie na francuską opinię publiczną. 8 marca 1864 Józef Ordęga podpisał w imieniu Polskiego Rządu Narodowego tajny traktat z Węgierskim Komitetem Narodowym, reprezentowanym przez generała Klapkę, a 8 kwietnia tę umowę zatwierdził Romuald Traugutt. W czerwcu podobny układ został zawarty z Garibaldim.

## Życie prywatne
Ożenił się z Antoniną Kiełczewską (1811–1893) z Kiełczewa h. Pomian, córką Feliksa i Józefy z domu Radońskiej h. Jasieńczyk. Mieli trzech synów: Władysława Symforiana, Mścisława i Bolesława oraz córkę Marię. Pod koniec życia zamieszkał w Krakowie i tam zmarł 7 maja 1879.